# Storheia (Hadsel)
Storheia (503 moh.) er et fjeld på Hadseløya i Hadsel kommune i Nordland Norge. Fjeldet ligger cirka 2,5 km sydvest for kommunecentret Stokmarknes og godt 5 km nord/nord-øst for Melbu. Fra Storheia er der udsigt mod Gulstadelva, Husbydalen, Husbykollen, Møysalen på Hinnøya, Melbu og den nordligste del af Lofoten. Det vil i praksis sige den nordøstlige del af Austvågøy, og størstedelen af dette området vender mod Hadselfjorden og ligger indenfor grænserne af Hadsel kommune.
Storheia er et populært udflutsmål både sommer og vinter. Tilgængeligheden er nem, med gode stier både fra Stokmarknes, Lekang og Melbu på Hadseløyas sydside. På toppen af Storheia er det en radio- og TV-mast, hvortil der er en anlagt vej, der dog ikke er åben for almen færdsel.
Fjeldet er et af de fire, som skal besøges under turmarchen 4-toppersturen. Storheia er også meget benyttet af udøvere af paragliding.
En overgang var der planlægning af et skicenter på Storheia, hvor der skulle bygge en skilift til toppen af fjeldet, men disse planer blev skrinlagt i 2010.
68°30′N 14°54′Ø / 68.5°N 14.9°Ø